# Cneorane crassicornis
Cneorane crassicornis es un coleóptero de la familia Chrysomelidae.
Fue descrita científicamente por primera vez en 1889 por Fairmaire.